# 77 Orionis
77 Orionis är en orange ljusstark jätte i Enhörningens stjärnbild. Trots sin Flamsteed-beteckning tillhör den inte Orions stjärnbild. Den ligger på gränsen mellan stjärnbilderna och fick byta tillhörighet vid översynen av gränser mellan stjärnbilderna år 1930 och benämns efter bytet av stjärnbild ofta med sin HD-beteckning, HD 45416.
Stjärnan har visuell magnitud +5,19 och är synlig för blotta ögat vid normal seeing. 77 Orionis befinner sig på ett avstånd av ungefär 850 ljusår.